# Edward Day
Edward Day (* 11. Juni 1949 in Kaitaia) ist ein ehemaliger kanadischer Skilangläufer.
Day kam bei den Nordischen Skiweltmeisterschaften 1974 in Falun auf den 54. Platz über 30 km, auf den 43. Rang über 50 km und auf den 13. Platz mit der Staffel. Zwei Jahre später belegte er in Innsbruck bei seiner einzigen Teilnahme an Olympischen Winterspielen den 59. Platz über 15 km, den 42. Rang über 30 km und den 37. Platz über 50 km. Zudem errang er dort zusammen mit Bert Bullock, Ernie Lennie und Hans Skinstad den 12. Platz in der Staffel.